# Viennois
Pour les articles homonymes, voir Viennois (homonymie).
Le Viennois est une région historique de l'ancienne province du Dauphiné, située à l'est du département du Rhône et de la métropole de Lyon ainsi qu'au nord du département de l'Isère et de la Drôme. Historiquement défini comme un des quatre pays du Bas-Dauphiné ou de l'avant-pays dauphinois avec le Valentinois, le Diois et le Tricastin,. Aujourd'hui, ce que l'on appelle Bas-Dauphiné  n'est composé que du Viennois historique, ainsi actuellement on entendra parler plus du Bas-Dauphiné que du Viennois (sauf autour de Vienne). Le Viennois est délimité par la rive gauche du Rhône (de Pont-de-l'Isère à Aoste, en passant par Lyon), par la rive droite de l'Isère (de Pont-de-l'Isère à Moirans), par la rive gauche du Guiers puis du Guiers mort (d'Aoste jusqu'à Entre-deux-Guiers) et par le plateau du Grand-Ratz dans l'avant-pays cartusien.
Plus explicitement, selon de nombreux auteurs du XVIIe siècle, du XVIIIe siècle, XIXe siècle et même du début du XIXe siècle, le Viennois était défini comme étant la partie septentrionale du Bas-Dauphiné ou de l'avant-pays dauphinois. Cependant, depuis maintenant quelques décennies, les auteurs contemporains ont remplacé le terme de Viennois par celui du Bas-Dauphiné. Les raisons de ce changement de nom sont inconnues. Dorénavant, pour la même région, d'un point de vue historique, on utilisera plus le terme de Viennois et d'un point de vue géographique, géologique, etc., on utilisera plus le terme de Bas-Dauphiné. C'est ainsi que quand on parle de Viennois, en tant que région naturelle, il s'agit de l'extrémité occidentale des Terres froides, il est constitué de ses Balmes, dites Balmes viennoises, avec ses collines granitiques et schisteuses et ses plaines alluviales.
Le Viennois est aussi le nom donné à d’anciennes entités féodales, ecclésiastiques et administratives de l'Antiquité, du Moyen Âge et des Temps Modernes. Cependant il ne faut pas confondre ces différentes entités entre elles. Ainsi le Viennois défini en tant que partie septentrionale du Bas-Dauphiné ou de l'avant-pays dauphinois, ne doit pas être confondu avec l'ancien diocèse de Vienne ; l'ancien Comté de Vienne dit de Viennois (comitatus Viennensis) ou encore l'ancien pagus Viennensis, tous les trois s'étendaient sur la rive gauche du Rhône (empiétant sur les provinces du Lyonnais et du Vivarais) et qui ne s'étendait pas jusqu'à Voiron et l'avant-pays cartusien ; avec le Nord-Isère qui comprend certes plus de la moitié de la région mais exclut les parties lyonnaise, rhodanienne et drômoise du Viennois ; avec l'ancienne province romaine de Viennoise (ou Viennaise) qui s'étendait du lac Léman jusqu'à Marseille ; avec l'ancien archiprêtré de Viennois qui était un des quatre archiprêtrés composant le diocèse de Grenoble jusqu'à la Révolution française et ne doit pas être confondu avec l'antique diocèse de Vienne qui s'étendait au Bas-Empire dans tout le Sud de la Gaule romaine.
La capitale historique de cette région est la ville de Vienne. Les principales villes de la région sont les actuelles villes de Bourgoin-Jallieu, Saint-Marcellin, La Tour-du-Pin et Voiron dans la partie iséroise, Villeurbanne et une partie de Lyon (3e, 6e, 7e et 8e arrondissements de Lyon) dans la partie lyonnaise et Romans-sur-Isère dans la partie drômoise.
Les habitants du Viennois sont appelés les Viennois, cependant ce gentilé n'étant pas très bien répandu dans la région, car au fil des dernières années le terme de Bas-Dauphiné a remplacé celui de Viennois, les Viennois auront donc tendance à se dire Bas-dauphinois (ou tout simplement Dauphinois), par conséquent le gentilé est seulement utilisé à Vienne et dans ses communes limitrophes.
L'emploi du francoprovençal, ou arpitan (dauphinois et lyonnais), était courant dans le Viennois sauf dans le sud du Viennois où l'occitan (vivaro-alpin) était couramment utilisé.

## Géographie

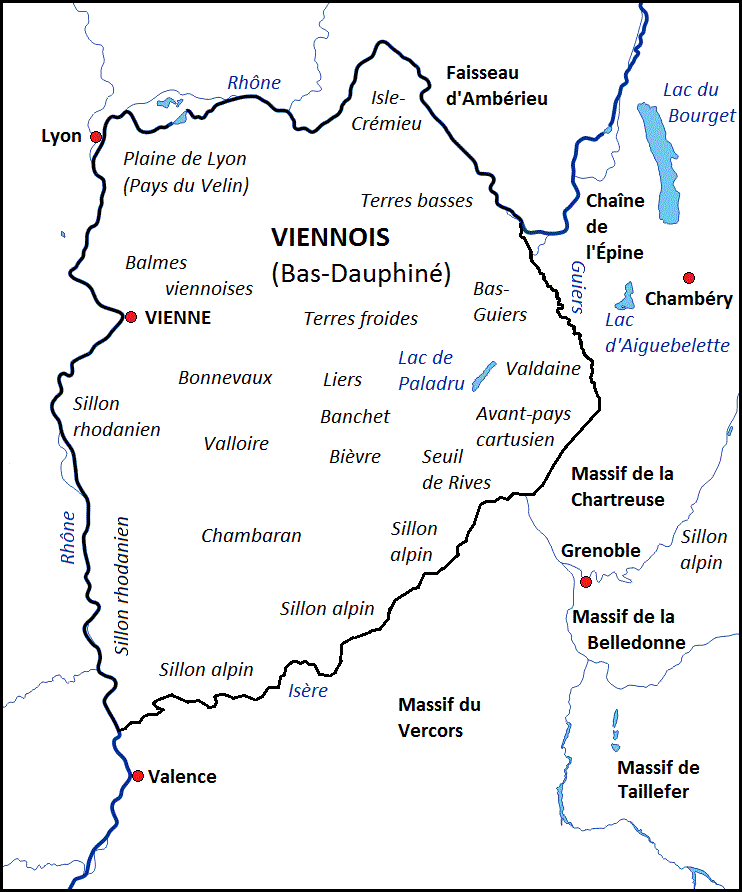
Les grands espaces géographiques composant le Viennois historique (Bas-Dauphiné actuel),.

### Situation
Selon de nombreux auteurs des XVIIe siècle, XVIIIe siècle, XIXe siècle et même du début du XIXe siècle, le Viennois est une quatre régions ou pays du Bas-Dauphiné ou de l'avant pays-dauphinois, délimité par le Rhône (à l'ouest et au nord), par le Guiers et le Plateau du Grand-Ratz (à l'est), par l'Isère (au sud). Le Viennois a pour régions historiques limitrophes : le Valentinois et le Diois au sud, le Grésivaudan au sud-est, la Savoie Propre à l'est, le Bugey au nord, le Lyonnais au nord-ouest et le Vivarais à l'ouest. Même si aujourd'hui le nom s'est au fur et à mesure troqué avec le terme de Bas-Dauphiné, les limites du Viennois n'ont pour autant changé.

### Viennois et Bas-Dauphiné
Comme pour de nombreuses régions ou pays de France, et en particulier dans la région Rhône-Alpes, le Viennois correspond à une entité politique du Moyen Âge puis des Temps modernes (Pagus Viennensis puis Comitatus Viennensis et  Bailliages de Viennois-La Tour (ou de Vienne) et de Viennois-Valentinois (ou de Saint-Marcellin), entité héritée des civitas gallo-romaines. Depuis le XVIe siècle, ces « pseudo-pays naturels » ont été à la fois reconnus et inventés par les géographes, par les érudits locaux et par les anciennes populations rurales. C'est ainsi que fut défini dès l'Ancien Régime, la région ou pays du Viennois, en tant que subdivision du Bas-Dauphiné ou de l'avant-pays dauphinois.

« Le Dauphiné se divise en pays de montagnes et en pays de plaines, ou plus exactement en Haut et Bas Dauphiné. Le Haut-Dauphiné comprend les pays de Grésivaudan, de Champsaur, de Royannais, des Baronnies, de Gapençais de Briançonnais et d'Embrunais. Le Bas-Dauphiné comprend les pays de Viennois, de Valentinois, de Tricastin et de Diois,,,,. »

 Cependant, avec l'avancée des recherches géographiques et géologiques à partir du XXe siècle, de nouvelles régions (celles-ci appelées régions naturelles), plus petites cette fois, ont été définies par les auteurs contemporains ainsi que par les administrations territoriales actuelles. Dans le Viennois, la situation est un peu complexe, d'une part sa région fut totalement « redécouper en régions naturelles ».
Par exemple, selon la préfecture de l'Isère, il existe au sein du département isérois 17 régions naturelles, dans ce découpage, le Bas-Dauphiné (Viennois historique) est divisé en 11 régions naturelles : Balmes Viennoises, Bas Grésivaudan, Bièvre, Chambarans, Isle Crémieu, Plaine de Lyon, Terres Basses, Terres froides-Marches froides, Vallée du Rhône et Voironnais. D'autre part, des auteurs contemporains ont conservé le fait que le Bas-Dauphiné (Viennois historique) est une région naturelle,.

### Topographie et géologie
Le Bas-Dauphiné (Viennois historique) est une zone de transition. Il se compose de collines, des plateaux, de larges vallées obstrués par des nombreux vallums morainiques. La région ainsi délimitée a un caractère bien marqué d'unité géographique. Cette unité est due au sol où dominent les grès et les poudingues datant de l'ère tertiaire, au climat de tendance continentale. Le relief du plateau est assez confus et son histoire géologique est un peu complexe.
En effet, le pays est un ancien géosynclinal, commun d'ailleurs à une partie du sillon rhodanien. Dans ce géosynclinal, sur les terrains primaires probablement pénéplainés, s'est déposée une couche de terrains datant de l'ère secondaire : trias, lias et, par places, jurassique moyen, qui va en s'épaississant au fur et à mesure qu'on s'approche du Massif du Jura. Ainsi la surface pré-triasique, primitivement horizontale, apparaît, à la fin du secondaire, bosselée par des dépôts irréguliers, creusée par l'érosion fluviatile, avec des reliefs de roches dures: gneiss et calcaires jurassiques. La surrection des Alpes laisse devant le massif une dépression que combleront des dépôts d'origine alpine ; grès tendres de couleur jaunâtre ou verdâtre (molasses) et poudingues. La partie septentrionale, au bord du Rhône, ne sera probablement pas recouverte par ces dépôts miocènes, et là apparaît aujourd'hui un massif de calcaire jurassique, fragment méridional du Jura, l'Isle-Crémieu. Les dépôts miocènes ont d'ailleurs été légèrement plissés à la fin de l'ère tertiaire, car ils ont subi les derniers contre-coups du plissement alpin. Puis il semble que, postérieurement à ce plissement, les dépôts aient été pénéplanés, car ils apparaissent coupés en biseau à la surface du plateau. Cependant le phénomène le plus important a été un mouvement de surrection d'ensemble qui paraît avoir élevé les dépôts molassiques déjà aplanis à la fin du pliocène. Ce mouvement a été d'ampleur inégale, c'est particulièrement sur l'emplacement du débouché de la vallée de l'Isère qu'il s'est fait sentir. On trouvera des altitudes de 800 mètres au signal de Morsonnas. Les plateaux molassiques voient leur altitude décroître à partir de ce point. Ils se présentent donc comme un immense cône dont les génératrices divergent. Sur ce cône se dépose ensuite une forte épaisseur de cailloux roulés (pliocène supérieur). Enfin, sur le tout, s'exercent les effets de l'érosion fluviale et glaciaire. Un réseau hydrographique s'enfonce d'abord assez facilement dans la masse du plateau, puis l'action des cours d'eau est puissamment relayée au quaternaire par l'apparition des glaciers alpins débouchant sur le Bas-Dauphiné (Viennois historique) par deux portes: la vallée de l'Isère vers Voreppe, la vallée du Rhône vers Saint-Genix-sur-Guiers. Ces deux glaciers, d'importance inégale, s'étendent donc l'un au Nord, l'autre au Sud. Au Sud, le glacier de l'Isère, le plus faible, allonge sur le bas pays deux langues, l'une dans la direction du sud-ouest, en bordure du Vercors (vallée actuelle de l'Isère) ; l'autre dans la direction de l'ouest (plaines de Bièvre-Valloire). Certaines parties du plateau sont donc respectées par l'érosion et constituent des espèces de môles, « de blocs, séparés par ces amples et profondes vallées ».

### Climat
Le Viennois tout entier appartient à ce que les géologues contemporains appellent une zone de transition (ici elle est à tendance continentale). Les pluies amenées par les vents d'ouest et du sud-ouest y sont abondantes (pluviosité moyenne, 920 millimètres). Le Sud, relativement plus élevé et en bordure immédiate des Préalpes, reçoit souvent plus d'un mètre d'eau. Charavines, à 506 mètres, reçoit 1 071 millimètres, et Beaurepaire, plus à l'Ouest, plus bas et mieux abrité par le Massif Central, seulement 807 millimètres. Le Nord, moins élevé, reçoit un peu moins de précipitations (Bourgoin-Jallieu, 895 millimètres), mais l'existence de nombreux marais et étangs y détermine, durant la saison froide, l'apparition d'épais brouillards. L'ensemble constitue donc une région humide. La température présente des contrastes assez marqués entre les deux saisons extrêmes. Charavines, posé au bord du lac de Paladru, a 1,24 °C de moyenne en hiver et 16,93 °C de moyenne en été ; La Côte-Saint-André a 1,19 °C en hiver et 19,19 °C en été. Le nombre des jours de gelée est assez fort, il s'élève presque partout au-dessus de 70 et 80. L'hiver est donc assez rude. L'été présente parfois de fortes températures qui permettent la culture du maïs et même de la vigne sur quelques côtes privilégiées. C'est donc, en résumé, un climat qui convient particulièrement aux prairies, pâturages et arbres fruitiers rustiques. Exceptionnellement, certaines zones bien exposées ont des arbres fruitiers plus délicats et des vignobles.
| Mois                              | jan. | fév. | mars | avril | mai  | juin | jui. | août | sep. | oct. | nov. | déc. | année |
| --------------------------------- | ---- | ---- | ---- | ----- | ---- | ---- | ---- | ---- | ---- | ---- | ---- | ---- | ----- |
| Température minimale moyenne (°C) | 1,2  | 1,3  | 4    | 7,4   | 10,5 | 14,4 | 16,4 | 15,7 | 12,7 | 9,6  | 5,2  | 1,8  | 8,3   |
| Température moyenne (°C)          | 4    | 4,9  | 8,7  | 12,7  | 15,9 | 20,3 | 22,6 | 21,7 | 18,1 | 13,7 | 8,2  | 4,4  | 12,9  |
| Température maximale moyenne (°C) | 6,7  | 8,6  | 13,4 | 18,1  | 21,4 | 26,2 | 28,8 | 27,7 | 23,5 | 17,8 | 11,2 | 7,1  | 17,5  |
| Précipitations (mm)               | 51,7 | 44,7 | 46,4 | 64,8  | 76,9 | 59,8 | 62,6 | 66,7 | 62,4 | 94,5 | 91,3 | 53,9 | 775,7 |

| Mois                              | jan.  | fév.  | mars  | avril | mai  | juin | jui. | août | sep.  | oct.  | nov.  | déc.  | année |
| --------------------------------- | ----- | ----- | ----- | ----- | ---- | ---- | ---- | ---- | ----- | ----- | ----- | ----- | ----- |
| Température minimale moyenne (°C) | −1,2  | 0     | 1,8   | 4     | 8,4  | 11,5 | 13,7 | 13,7 | 10,6  | 7,2   | 2,4   | 0,2   | 6,1   |
| Température moyenne (°C)          | 2,2   | 3,9   | 6,7   | 9,2   | 13,9 | 17,1 | 19,9 | 19,8 | 16,1  | 11,7  | 6,1   | 3,5   | 10,9  |
| Température maximale moyenne (°C) | 5,7   | 7,7   | 11,5  | 14,3  | 19,3 | 22,6 | 26   | 25,8 | 21,6  | 16,2  | 9,8   | 6,7   | 15,6  |
| Record de froid (°C)              | −27,1 | −16,9 | −16,3 | −7,9  | −2,3 | 2,1  | 4,8  | 3,8  | −1,2  | −4,9  | −10,9 | −20,2 | −27,1 |
| Record de chaleur (°C)            | 16,5  | 20,7  | 25,3  | 27,5  | 31,3 | 37   | 38,3 | 39,5 | 32,5  | 28,1  | 24,8  | 19,5  | 39,5  |
| Précipitations (mm)               | 65,4  | 61    | 74,3  | 85,7  | 97,5 | 86   | 62,6 | 62,4 | 105,5 | 102,2 | 83,5  | 66,6  | 952,7 |

### Hydrographie
L'hydrographie est aussi diversifié que le relief. La surface des Terres froides est criblée de petits lacs et d'étangs, et le réseau hydrographique est extrêmement ramifié. Tout le nord de la région est drainé par la Bourbre et ses affluents. Vers l'ouest coulent la Gère, la Varèze, la Collières, la Galaure ; au sud, la Fure. Enfin les parties basses, les dépressions glaciaires, quelquefois encore barrées de moraines, retiennent les eaux dans des marécages. Ainsi, toute la zone de contact entre l'Isle-Crémieu et les Terres basses est un vaste marais assaini seulement au XIXe siècle et qui s'étend de Bourgoin à Morestel. Une grande partie de la vallée de la Bourbre, une partie des vallées de la Fure, de la Galaure, de la Gère contiennent aussi des marais. Deux organismes fluviaux puissants, Rhône, Isère, bordent le Viennois au sud, à l'ouest et au nord.

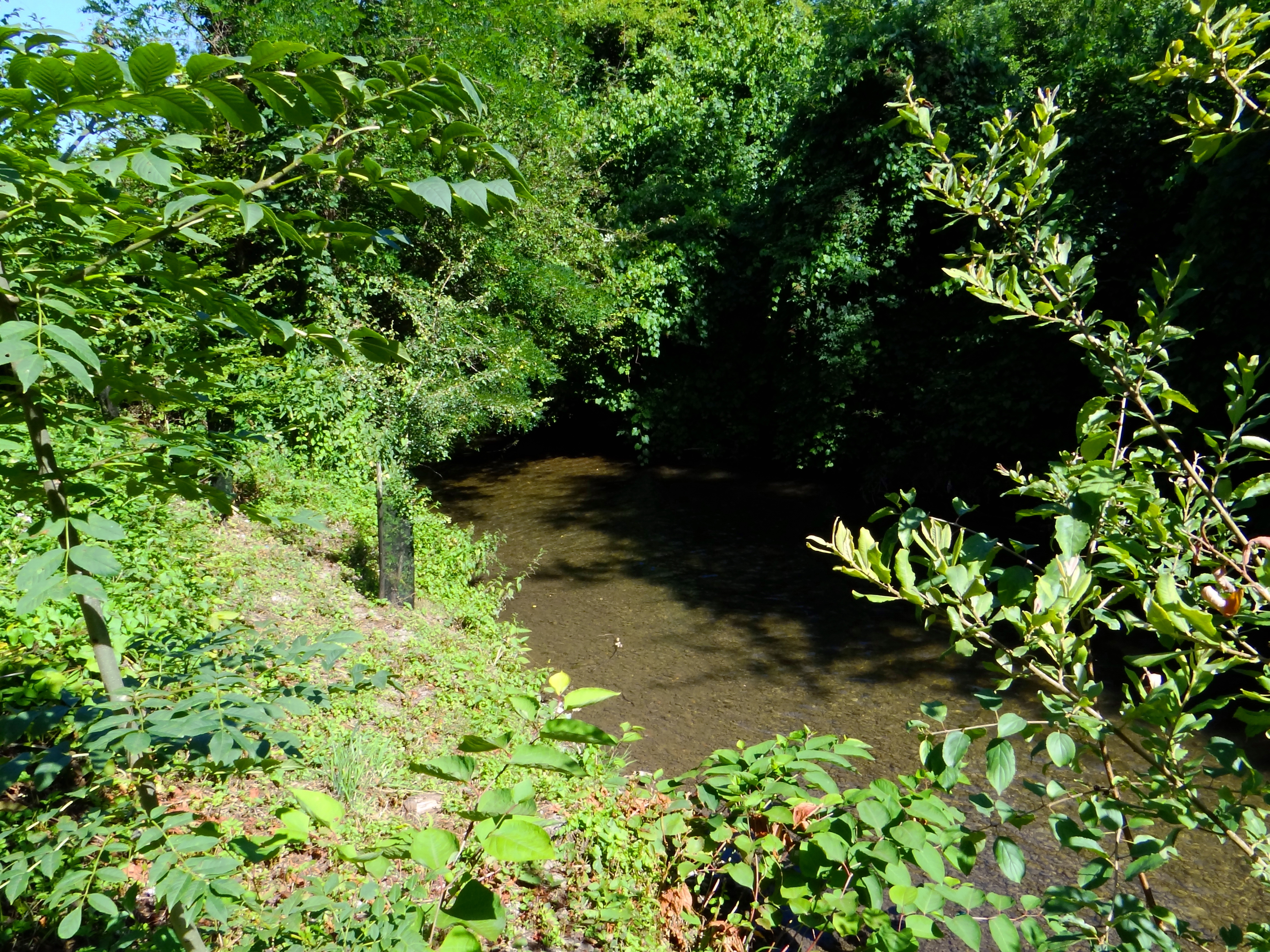
La Bourbre à Cessieu.
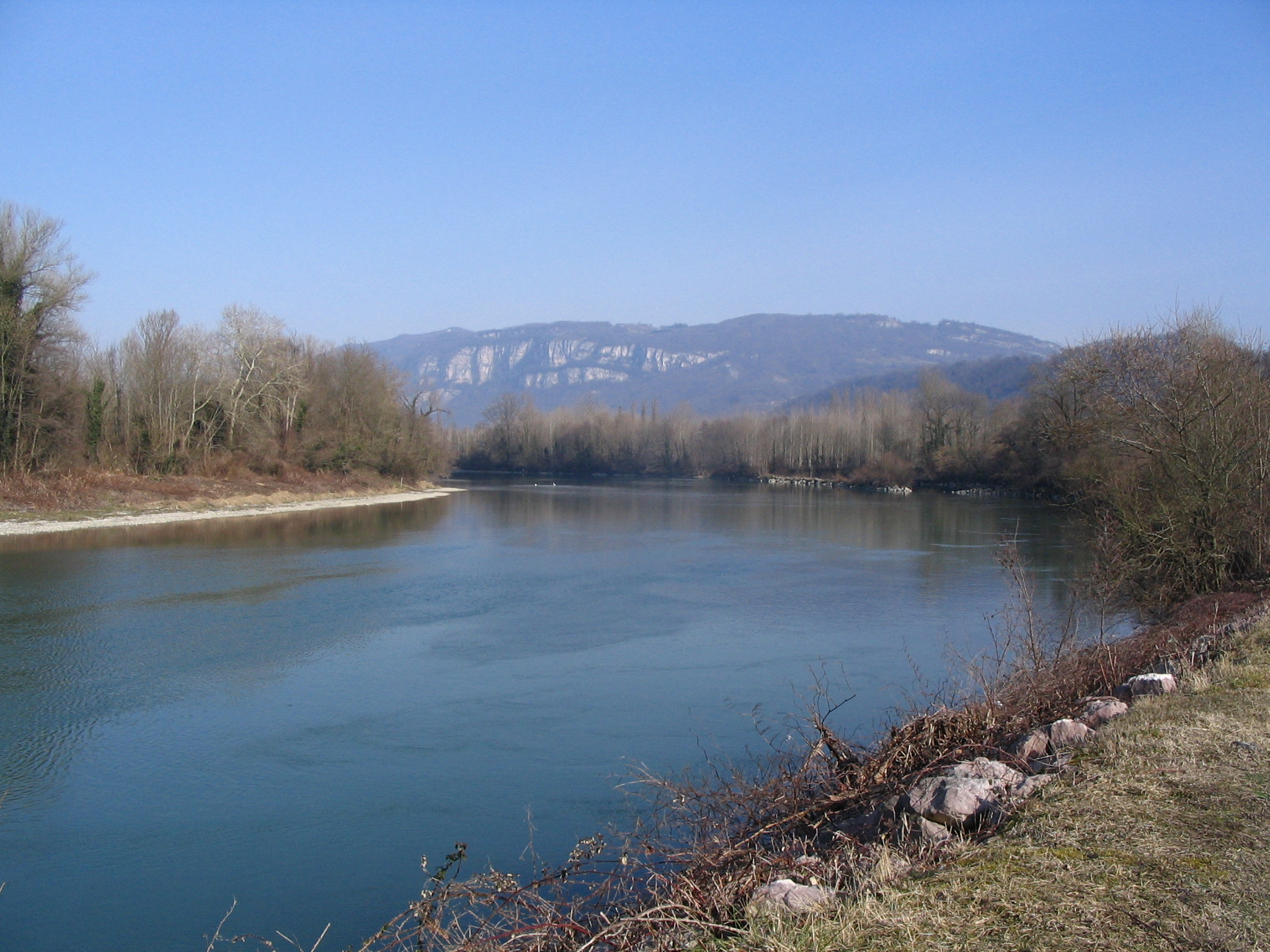
Le Rhône à Saint-Genix-sur-Guiers.
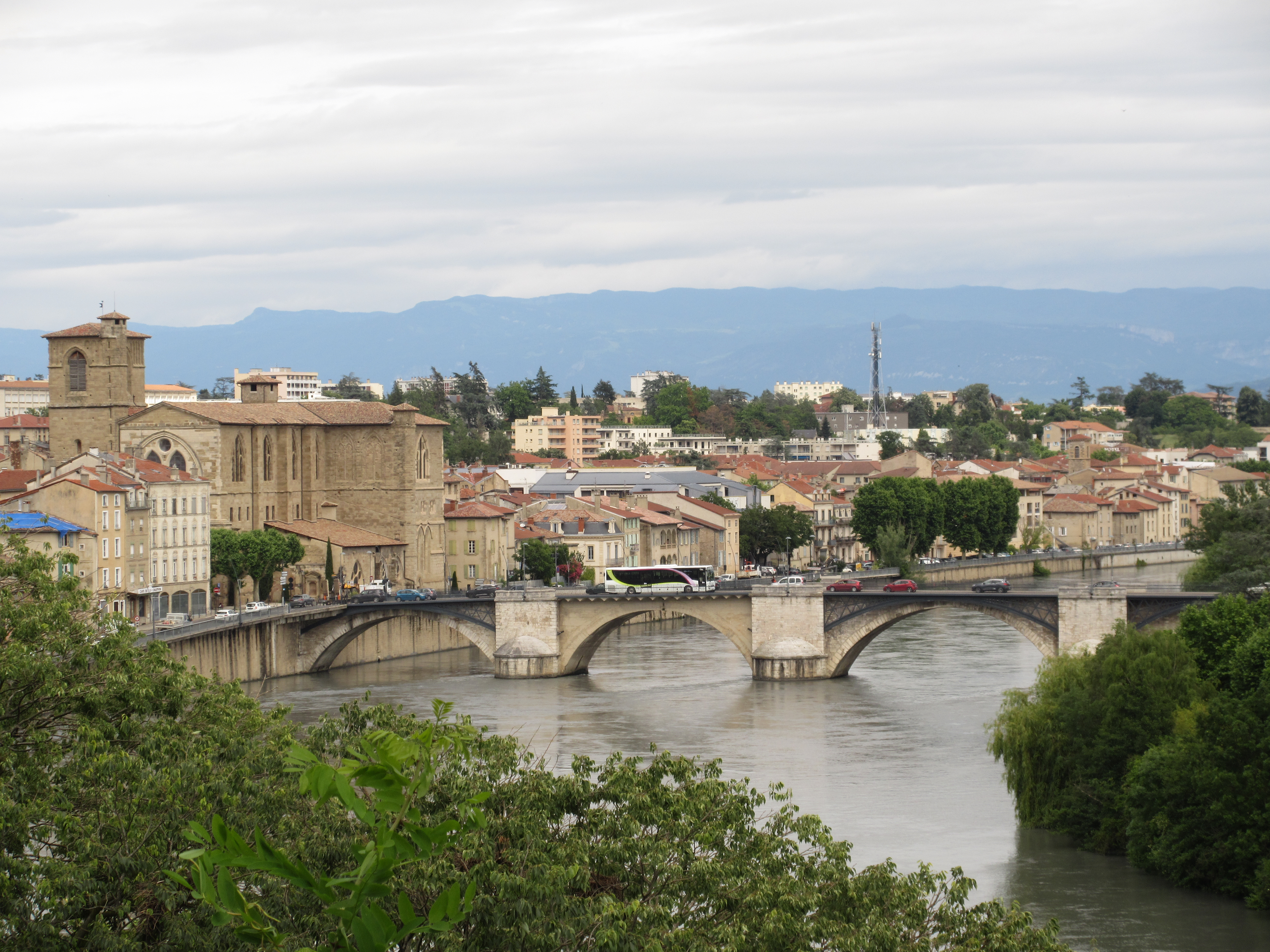
L'Isère à Romans-sur-Isère.
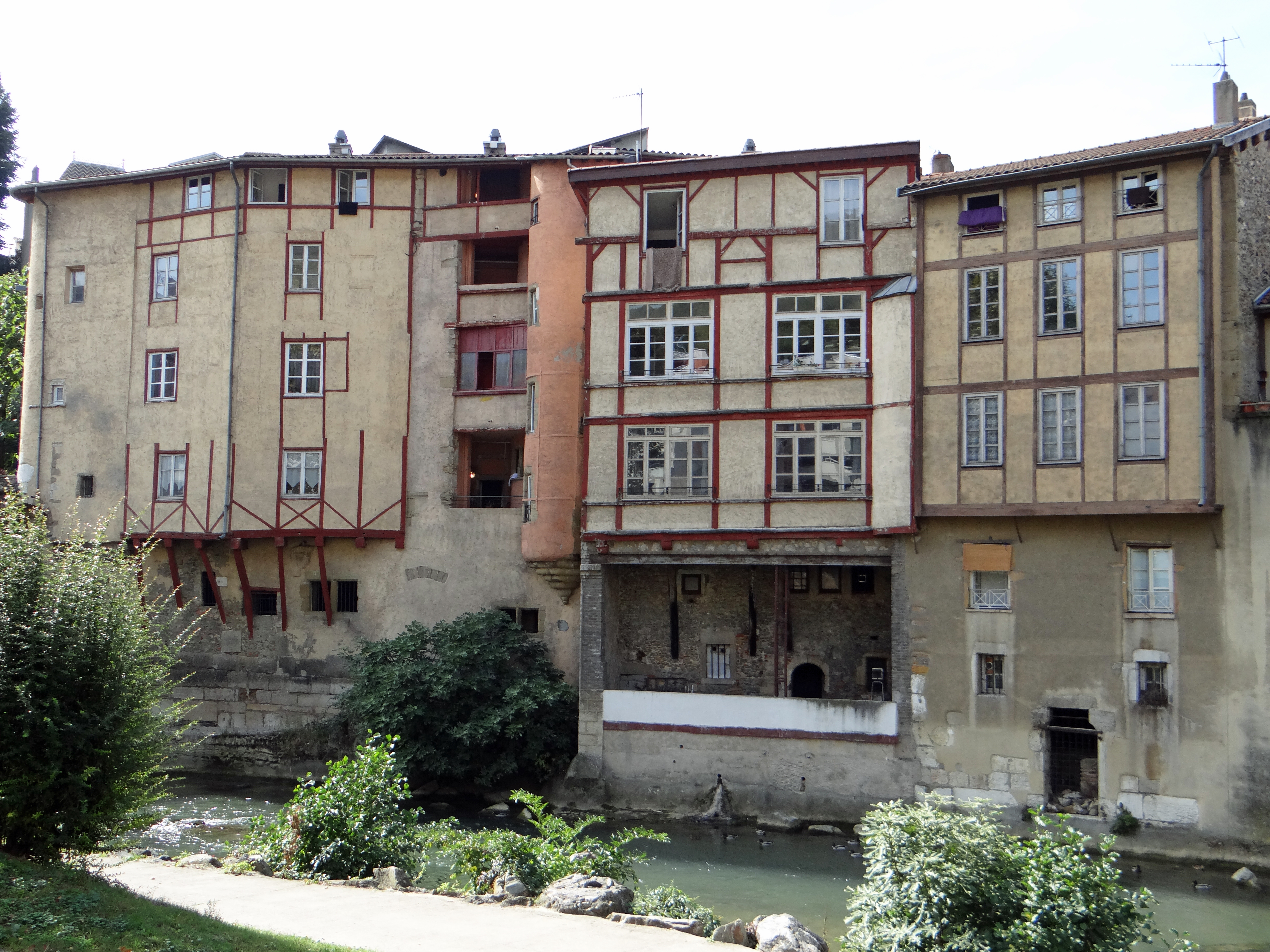
Vienne - Les rives de la Gère
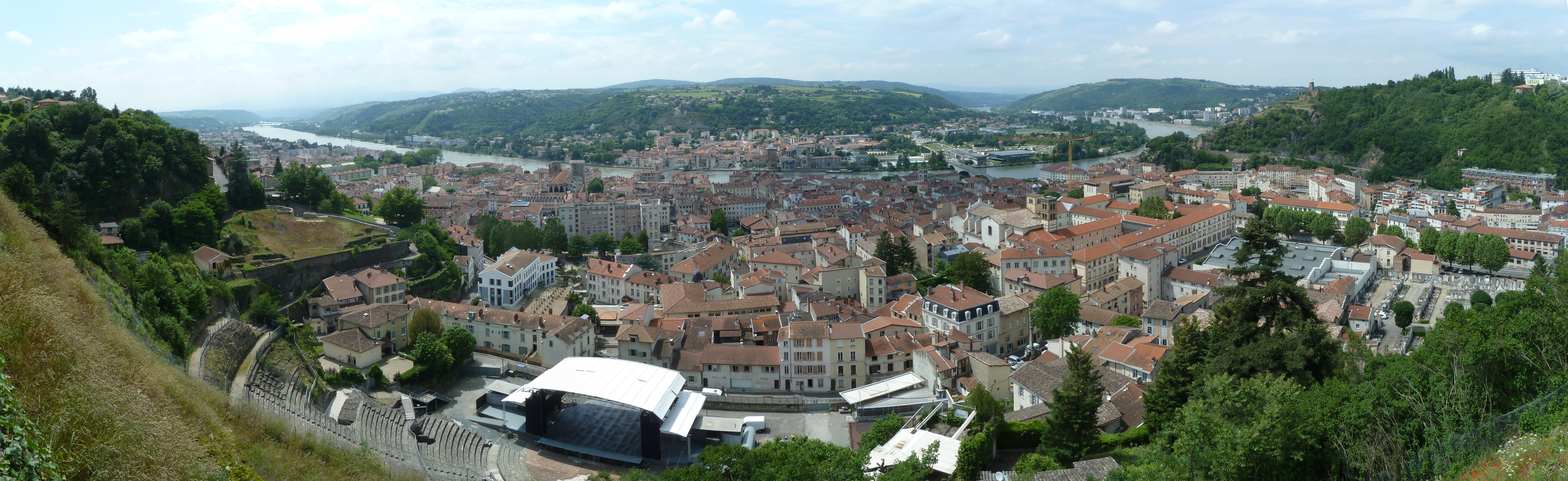
Vienne panorama

## Toponymie
Cette région tire son nom de la cité de Vienne, établie sur une terrasse dominant le Rhône.

## Évolution territoriale du Viennois
- IIIe siècle av. J.-C. : Installation des Allobroges dans la région du Viennois[D 1].
- -121 - -118 : Peu après la conquête de l'Allobrogie par les romains, création de la province Gaule transalpine (futur Gaule narbonnaise), intégrant le Viennois[D 2].
- -27 : L'Allobrogie est remplacé par la cité de Vienne[D 1].
- IIe siècle : Création du diocèse de Lyon, correspondant à la partie nord-ouest du Viennois.
- milieu du IIIe siècle : Création du diocèse de Vienne, correspondant à la partie centrale du Viennois[D 2].
- À la fin du IIIe siècle: à la suite de la réforme générale de l'administration des provinces, Vienne devient la capitale d'une nouvelle province (englobant ainsi le Viennois) : la Viennoise au sein du diocèse de Vienne et de la préfecture du prétoire des Gaules[D 2]. Cependant la cité de Vienne créée au Haut-Empire est divisé en 3 nouvelles cités (Vienne, Genève et Grenoble). Cette nouvelle cité constitue la première entité territoriale correspondant aux limites du Viennois actuel.
- Vers 380 : Création du Diocèse de Grenoble, correspondant à la partie sud-est du Viennois.
- Au début du Ve siècle : Création du diocèse de Belley, correspondant à la partie nord est du Viennois[13].
- Vers 468 : Conquête de la cité de Vienne par les Burgondes[D 2].
- 543 : Le Viennois tombe aux mains des Francs[D 2].
- 733 : À partir de Charles Martel (quand il unifie les Royaumes francs), le Royaume de Bourgogne mérovingien cesse d'apparaître comme une entité géopolitique. Celui-ci divise le Royaume de Bourgogne (maintenant sans roi) en quatre commandements, ayant chacun son gouverneur : Bourgogne d'Arles, Bourgogne cisjurane ou viennoise, Bourgogne franque et Bourgogne alémanique. L'œuvre des carolingiens, marquée par une forte centralisation, a consisté à mettre en place des comtés bourguignons , qui sont des nouvelles circonscriptions administratives, appelées aussi pagi (calquées sur les anciennes cité gallo-romaines du Haut-Empire. Vienne devient donc la capitale d'un de ces pagi, le pagus Viennensis, appelé aussi Viennois.
- 844 : à la suite des partages successifs de l'Empire Carolingien, création du comté de Vienne (également aussi appelé Viennois), en remplacement du pagus Viennensis.
- Milieu du IXe siècle : Une partie des comtés de Vienne et de Grenoble se sont réunis en un comté de Sermorens.
- 855 : Le Viennois est inclus dans le Royaume de Provence-Viennois ou de Bourgogne Cisjurane à l'existence éphémère (855-863)[D 2].
- Entre 855 et 869 : Girard de Vienne administre le Royaume de Provence (Lyonnais et Viennois compris)[D 2].
- 15 octobre 879 : Boson est élu Roi de Provence à Mantaille (en Sud-Viennois). Il fait de Vienne sa capitale[D 2].
- 1030 : Pseudo-inféodation du comté de Vienne par l'archevêque de Vienne en deux parties, le Nord-Viennois étant inféodé Humbert Ier de Savoie et le Sud-Viennois (qui deviendra le comté d'Albon-Viennois) inféodé Guigues Ier d'Albon[D 1].
- 1032 - 1033 : Incorporation du Viennois au Saint-Empire romain germanique[D 1].
- XIe siècle: Création de l'archiprêtré de Viennois (dans le diocèse de Grenoble) comprenant une partie du Viennois actuel[F 1].
- Vers 1142 : Le comte Guigues IV d'Albon prend le surnom de Dauphin. Le comté d'Albon-Viennois devient le Dauphiné de Viennois.
- Vers 1282 : Création de bailliages :  de Viennois - Saint-Marcellin, de Briançonnais, d'Embrunnais, de Gapençais, de Grésivaudan, de Viennois - La Tour et enfin des Baronnies[14].
- 30 mars 1349 : Traité de Romans : Transfert du Dauphiné de Viennois au royaume de France.
- 5 janvier 1355 : Traité de Paris : La frontière entre le comté de Savoie et la province du Dauphiné est fixé sur le Rhône, le Guiers et le Massif de la Chartreuse.
- 1447 : Création d'un nouveau bailliage de Viennois avec la réunion des anciens bailliages de Grésivaudan, de Viennois-Valentinois et de Viennois-La Tour[15].
- 1450 : Traité de Moras, L'archevêque de Vienne reconnaît le dauphin comme suzerain et lui jure fidélité. Vienne est donc la dernière ville dauphinoise à être annexée au Royaume de France. Vienne devient la capitale du bailliage de Viennois[D 1].
- 1790 : Création du département de l'Isère et de la Drôme. Suppression de l'archidiocèse et du diocèse de Vienne (rattaché au diocèse de Grenoble et à l'Archidiocèse de Lyon)[D 1]. Création de districts, Le Viennois est ainsi partagé entre les districts suivants : Vienne, Saint-Marcellin, La Tour-du-Pin, Romans, Grenoble et Valence.
- 1796 : L'Isère perd la commune de La Guillotière au profit du département du Rhône.
- 17 janvier 1800 : Création des arrondissements, encore une fois le Viennois est partagé entre les arrondissements suivants : Vienne, Saint-Marcellin, Grenoble et de Valence.
- 24 mars 1852 : Napoléon III proclama le rattachement de quatre communes de l’Isère au département du Rhône : Vénissieux, Bron, Vaulx-en-Velin et Villeurbanne[16].
- 1967 : 23 communes de l'Arrondissement de Vienne sont rattachés au département du Rhône.
- 1971 : Colombier-Saugnieu est la dernière commune iséroise à avoir rejoint le département du Rhône.
- 1er janvier 2015 : Création de la Métropole de Lyon.

## Histoire

### Antiquité

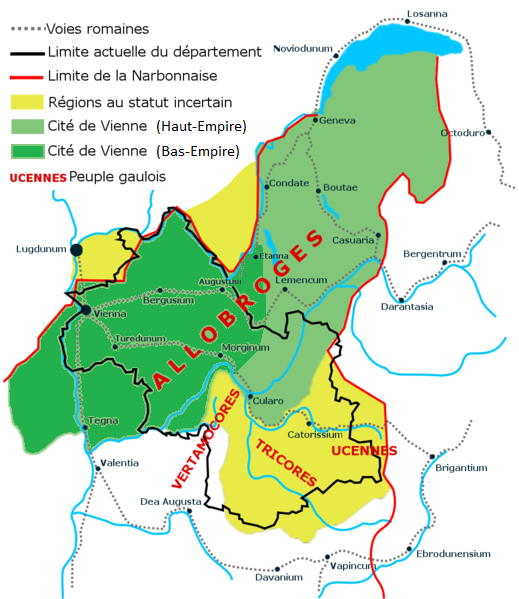
Cité de Vienne durant le Haut-Empire en vert clair, et durant le Bas-Empire en vert foncé.

#### Allobrogie
Le Viennois est depuis le IIIe siècle av. J.-C. habité par les Allobroges, où la capitale de ce peuple est Vienne. Cependant à partir de -121, l'Allobrogie est intégré dans de la province de Gaule transalpine, puis Gaule narbonnaise à partir de -70.

#### Première Cité de Vienne
Moins d'un siècle plus tard, l'Allobrogie est remplacé par la cité (civitas) de Vienne et progressivement les habitants troquèrent leur nom d'Allobroges contre celui de Viennois : c'est chose faite en 74, date à laquelle une inscription parle d'un conflit entre Viennois et Ceutrons. On sait qu'en la matière, la doctrine de Rome est d'entériner les situations antérieures et de fixer, une bonne fois pour toutes, en les bornant, les limites entre peuples qui, par le passé, ont donné lieu à tant de conflits internes au monde celtique. Or apparemment, tout n'a pu être réglé entre les Viennois et leurs voisins, puisqu'en 74, comme le rappelle une inscription trouvée en 1853, au col de la Forclaz-du-Prarion près de Saint-Gervais, sur l'ordre de l'empereur Vespasien, le légat propréteur de l'armée de Germanie supérieure, Pinaruis Clemens, a dû intervenir pour fixer la frontière entre Viennois et Ceutrons. Les limites de cette première Cité de Vienne sont du lac Léman au confluent de l'Isère et du Drac : Partant de  Genève, dont Jules César signale qu'elle est « la dernière ville des Allobroges et la plus voisine des Helvètes » auxquels un pont la joignait, la frontière suivait la rive méridionale du lac Léman jusqu'à la vallée de la Morge, puis la ligne de partage des eaux entre le bassin du Rhône supérieur à l'est et celui de la Dranse à l'ouest. Au sud du mont Buet, plusieurs bornes jalonnent la frontière : au col de la Forclaz-du-Prarion, au col de Jaillet, au Petit Croisse Baulet et au col de l'Avenaz. D'Ugine à Grenoble, la frontière suit le massif du Grand Arc et la chaîne de Belledonne, avant d'atteindre la Romanche au lieu-dit Lavorant, puis de longer cette dernière et le Drac jusqu'à Grenoble. De Grenoble au Rhône : la frontière suivant la rive gauche de l'Isère, en s'éloignant peut-être jusqu'à la Bourne au sud, et en incluant de toute façon le Royans. Du Rhône à Lyon, la frontière remonte le fleuve jusqu'au Doux ardéchois sont elle suit le cours jusqu'à sa source. De là, la frontière se maintient sur la crête des Cévennes par Saint-Bonnet-le-Froid, le col du Tracol, la Pierre des Trois Évêques, le Mont Pilat entre Givors et Loire-sur-Rhône. De ce point, la frontière suit la rive gauche du fleuve jusqu'à Lyon, en excluant le quartier de la Guillotière, rattaché à la colonie de Lugdunum. De Lyon à Genève, la frontière suit le cours du Rhône supérieur. Toutefois, un problème se pose, celui des terres que, selon César, les Allobroges possédaient, de son temps, sur la rive droite du fleuve. Cependant d'après d'autres sources, ces terres allobroges, de faible étendue, pourraient se situer entre Genève et le défilé de l'Écluse ou entre Bellegarde et Culoz, sans exclure ds têtes de pont, comme à Saint-Vulbas. Par ailleurs il n'est nullement démontré que, sous l'Empire, la cité de Vienne est conservé ces terres d'outre-Rhône, l'épigraphe montrant une nette différence entre les deux rives du fleuve. Enfin cela n'a sans doute pas empêché des particuliers de posséder des propriétés sur la rive droite du Rhône, c'est-à-dire en dehors du territoire de la cité.

#### Seconde Cité de Vienne
À la fin du IIIe siècle, à la suite de la réforme générale de l'administration des provinces romaines, Vienne devient la capitale d'une nouvelle province la Viennoise au sein du diocèse de Vienne et de la préfecture du prétoire des Gaules. Malgré l'accroissement de sa dignité et de son importance dans les institutions provinciales, Vienne perd une partie de son territoire, au profit de deux de ses agglomérations secondaires, Grenoble et Genève. La séparation de la cité grenobloise se fait entre 375 et 383 (sans doute 381, date à laquelle est mentionné le premier évêque grenoblois Domninus, présent au Concile d'Aquilée), par décision de l'empereur Gratien ont elle prit le surnom : l'ancienne Cularo devient la nouvelle Gratianopolis. Le territoire ainsi détaché de la capitale allobroge couvrait l'outre-Drac, le Grésivaudan et pays de Chambéry, ainsi que l'Oisans pris aux Voconces, et préfigure le futur diocèse de Grenoble. Pour Genève, manque de sources précises, il est supposé que la séparation s'est effectué à la même époque (la mention du premier évêque de Genève date de 381). Le territoire de la nouvelle cité comprenait essentiellement les Préalpes (Chablais, Bornes, Bauges) et l'avant-pays genevois et albanais jusqu'au Rhône supérieur. La cité de Vienne, quant à elle est réduite de moitié et perd toute sa partie montagneuse à l'est. Désormais elle se limite à l'avant-pays alpin, à la vallée du Rhône. Les principales agglomérations secondaires sont Bourgoin-Jallieu et Aoste. En tout cas, cette nouvelle cité constitue la première entité territoriale correspondant aux limites du Viennois actuel, elle s'étendait cependant toujours sur la rive droite du Rhône jusqu'aux monts du Velay et sur la rive droite du Guiers. Ainsi, à partir de la fin du IIIe siècle, Vienne apparaît comme l'une des grandes villes administratives de la Gaule, à égalité avec Bordeaux, juste derrière Arles et Trèves. Comme ces deux dernières, mais plus occasionnellement, elle a été résidence impériale. D'une certaine façon, la place qu'avait tenue Lyon les siècles précédents, c'est Vienne qui l'occupait maintenant (belle revanche sur l'ancienne métropole des Gaules).

#### Diocèses de Vienne
On sait que vers l'an 297, sous Dioclétien, l'Empire romain fut divisé en diocèse et en nouvelles provinces, ainsi la Gaule est partagée en quinze provinces formant deux diocèses, le Diocèse des Gaules et le Diocèse de Vienne. Ce terme de diocèse, dont le sens est « centre administratif » n'eut pas d'abord le sens catholique qu'il a eu depuis. Ces quinze provinces romaines sont presque toutes devenues plus tard des provinces « ecclésiastiques » ou « archevêchés ». Dans un document qu'il faut placer entre 395 et 405, Vienne est appelé « métropole » ou « cité-mère » de la province Viennoise. Ce document fixe à douze le nombre des cités placées sous sa juridiction, celles de Genève, Valence, Die, Viviers, Saint-Paul, Vaison, Vaucluse, Cavaillon, Avignon, Arles et Marseille, « Ce qui fait l'intérêt de ce document, écrivait en 1862 Ernest Desjardins (cité pas Ulysse Chevalier en 1923, c'est qu'il donne les chefs-lieux de chaque provinces ecclésiastiques avec leurs métropoles, résidences des archevêques, et que les cités sont les diocèses des évêques suffragants, ayant les sièges épiscopaux organisés ainsi dans chacune des anciennes cités romaines. » Mais bientôt après, le Préfet de Prétoire romain qui est à Trèves, est débordé par les barbares et il vient, autour de l'an 400, s'établir à Arles. On devine quelle importance fut ainsi donnée à cette ville. C'est l'éclipse de Vienne qui, durant cinquante ans, cesse d'être métropole et archevêché. Vers 450, le pape redonne à Vienne la suprématie sur Valence, Grenoble, Genève et Tarentaise. Die lui est rendue vers 463 et Viviers vers 450.

### Moyen Âge

#### Diocèses de Vienne
Au début du Moyen Âge, Vienne continue d'amplifier son nombre de diocèses suffragants, vers 575 c'est au tour de Saint-Jean-de-Maurienne de rejoindre l'archidiocèse viennois. Sion et Aoste ont peut-être appartenu aussi à l'archidiocèse durant deux siècles, car entre 794 et 811. Le diocèse de Tarentaise devient archidiocèse avec comme suffragants : Aoste et Sion. Guy de Bourgogne, archevêque de Vienne, devenu pape sous le nom de Calixte II, accorde à ses successeurs la primatie sur sept provinces ecclésiastiques : Vienne, Bourges, Bordeaux, Auch, Narbonne, Aix et Embrun. Cette primatie n'est en réalité qu'un titre honorifique. La création, en 1475, du diocèse d'Avignon aux dépens d'Arles, achève d'assurer à Vienne sa supériorité sur son ancienne rivale. Les limites des diocèses autour de Vienne, sont à peu près les mêmes que leurs anciennes civitas (cité romaine). Néanmoins dans les régions de Voiron, Tullins, Montalieu-Vercieu, de Novalaise et du Velin, une question se pose sur ce qu'elles sont devenues entre la création de l'évêché et 1110, en effet étant donné que les diocèses sont calqués sur les anciennes civitas romaines on peut se demander pourquoi certains territoires ont été transférés à d'autres évêchés. Dans le cas de Voiron et de Tullins, Vienne aurait cédé ses paroisses pour venir en aide à Grenoble au VIIe siècle.

#### Pagusde Vienne

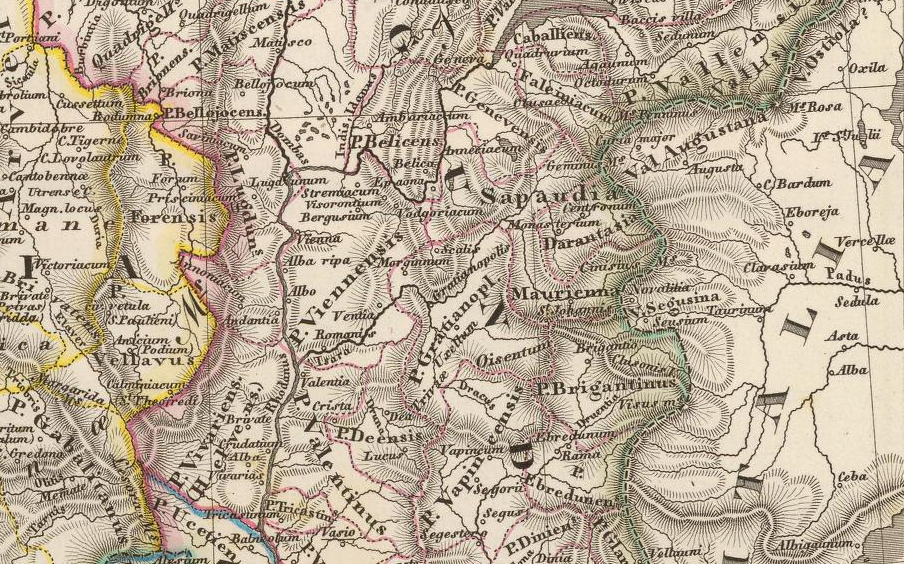
Pagi sous l'époque carolingienne, dans l'actuelle région Rhône-Alpes. On retrouve sur cette carte, le pagus Viennensis (le Viennois).

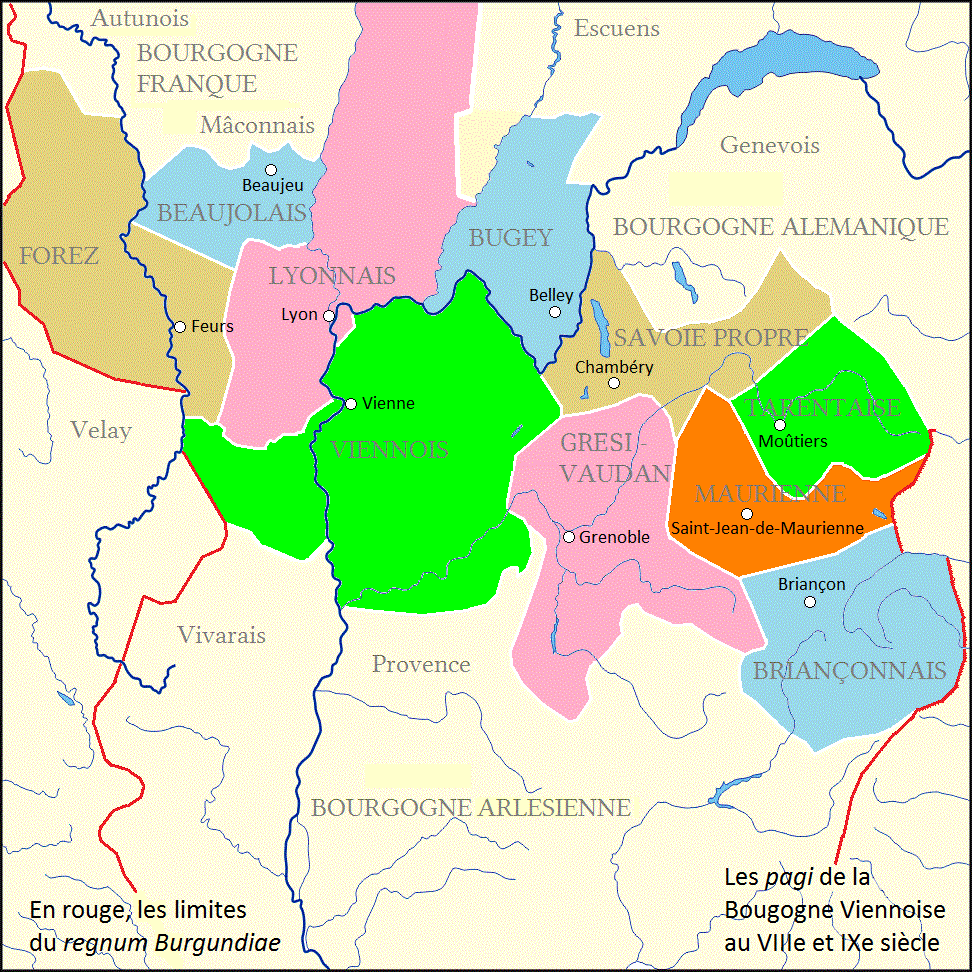
Les pagi carolingiens en « Bourgogne cisjurane » ou « Bourgogne viennoise » (VIIIe siècle et IXe siècle)

À partir de Charles Martel (quand il unifie les Royaumes francs), le Royaume de Bourgogne mérovingien cesse d'apparaître comme une entité géopolitique. Celui-ci divise le Royaume de Bourgogne (maintenant sans roi) en quatre commandements, ayant chacun son gouverneur : Bourgogne d'Arles, Bourgogne cisjurane ou viennoise, Bourgogne franque et Bourgogne alémanique. L'œuvre des Carolingiens, marquée par une forte centralisation, a consisté à mettre en place des comtés bourguignons (ou pagi), qui sont des nouvelles circonscriptions administratives, appelées aussi pagi, calquées sur les anciennes civitas gallo-romaines. À la tête de ces pagi (ou comtés), un comte, dépendant directement du palais, l'égal de son voisin. Mais la dynastie carolingienne porte en elle les germes de sa destruction, les partages successifs du royaume entre les héritiers détruisent l'unité de la monarchie que Charlemagne et ses aïeux avaient construits. Ainsi, cette réorganisation comtale dans l'ancien regnum Burgundiae dura que pendant la deuxième moitié du VIIIe siècle et le début du IXe siècle. Ainsi, Vienne possédait son propre pagus, le pagus Viennensis (dit, le Viennois). Cette nouvelle entité correspondait approximativement aux frontières de la seconde Cité de Vienne (datant du Bas-Empire), ce pagus à partir de 844, deviendra le comté de Vienne (ou de Viennois), qui conserve les mêmes frontières que le pagus jusque vers 1030 (pseudo-inféodation du comté de Vienne aux comtés de Maurienne et d'Albon.

#### Comté de Vienne
Un an après le traité de Verdun, en 844, Girard de Vienne est nommé comte, régent et tuteur de Charles de Provence. Il est promu au titre de marquis et exerça, sans en porter expressément le titre, les fonctions de duc sur l'éphémère duché de Lyon. À partir de 870, à la suite de la défaite de Girard après le siège de Vienne, Boson reçut le comté du roi Charles II le Chauve. Le comté de Vienne devient le centre du pouvoir du royaume de Bourgogne et de Provence des Bosonides. Après la mort de Boson en 887, plusieurs mentions isolées du titre de comte à Vienne apparaissent à différentes reprises dans les sources (Guigues vers 913, Sigbod et Teutbert après 926) sans qu'il soit possible d'identifier précisément les modalités de transmission du titre. Le marquis de Provence Hugues d'Arles, régent de Louis L'Aveugle, porta le titre de comte avant d'être élu roi d'Italie en 926, date à laquelle le roi de France Raoul de Bourgogne remit le comté au fils du souverain infirme et héritier évincé du trône de Bourgogne : Charles-Constantin. Dans le contexte troublé de la succession de son père, ce dernier rendit finalement hommage au nouveau souverain de Bourgogne Conrad le Pacifique. À la mort de Charles-Constantin en 962, le titre de comte qui apparait brièvement attaché son fils, resta vacant jusqu'au tournant du XIe siècle, conséquence probable de l'affirmation du pouvoir royal et de celui de l'archevêque de Vienne qui érige alors la ville en principauté épiscopale. L'effacement de l'autorité royale au sein d'un royaume de Bourgogne sous influence ottonienne, émergent autour de l'an mil, d'une part le comté d'Albon des Guigonides (qui apparurent bientôt sous le titre de Dauphin de Viennois), et d'autre part le comté de Maurienne (future Savoie) d'Humbert aux Blanches Mains, parent des Guigonides de Vienne. De cette affirmation nouvelle du pouvoir comtal découla une querelle entre les comtes d'Albon, l'archevêque de Vienne et les comtes de Mâcon sur la question des droits sur la ville de Vienne qui resta sous la suzeraineté de l'archevêque et des comtes de Mâcon. En 1263, Jean de Bernin rachète la moitié des droits du comté. Ainsi, les archevêques de Vienne seront jusqu'à la destruction du comté, en 1450, lors du Traité de Moras où le comte-archevêque Jean Gérard de Poitiers accepte de reconnaître le dauphin pour suzerain de la ville, seuls suzerains de Vienne.

#### Comté de Sermorens
Le comté du fait de sa position géographique aux confins du diocèse de Vienne a joui d'une certaine autonomie politique. Il est en 800 cité comme archidiaconé du diocèse de Vienne, et vers 850 comme « pagus ». Il est administré à partir de la « villa » carolingienne « villa salmoringa » où en 858 se tient l'assemblée des Trois Provinces, avec Lyon, Vienne et Arles. Le comté a dû être cédé, à titre temporaire, vers 850 par les archevêques de Vienne aux évêques de Grenoble afin d'aider ces derniers à relever leur Église des raids « sarrasins ». Intégré au royaume de Provence puis de Bourgogne, il subit comme ses voisins, les comtés de Vienne et de Grenoble, les aléas de l'histoire de cette entité géopolitique. Objet de contestation entre l'archevêque de Vienne, Guy de Bourgogne, et l'évêque de Grenoble, saint Hugues, quant à sa possession. La querelle atteint son paroxysme entre 1094 et 1107 et le pape est contraint de trancher en 1107 en faisant un partage équitable du territoire. Curieusement ce partage ne se fit pas sur le dénombrement des églises mais sur les « castra » et « mandamenda ». Cette énumération relève vingt-deux châteaux et mandements et chaque partie en reçoit onze. Ce partage scellera la fin du comté de Sermorens. Plus tard cette région, frontière entre Dauphiné et Savoie fera l'objet de nombreux conflits, de 1150 à 1350, entre les comtes de Savoie et les Dauphins de Viennois à travers les guerres delphino-savoyardes.

#### Comté d'Albon-Viennois
Guigues le Vieux s'implanta solidement dans ses nouveaux domaines et les étendit. C'est sans doute lui qui commença le château dont le donjon carré posé sur une motte artificielle domine toujours le village d'Albon. Très vite, un concours de circonstances favorables allait indiquer au nouveau comte d'Albon les objectifs à poursuivre. L'empereur Henri III (dans la mouvance duquel se trouvaient, rappelons-le, les domaines de Guigues) lui donna en vers 1040 l'investiture du Briançonnais, à cheval sur les Alpes. Il s'agissait donc de relier les territoires rhodaniens au fief alpin en maîtrisant les régions intermédiaires, et de favoriser la circulation par le Mont-Genèvre. Comme Humbert le savoyard, avait reçu de la même main la Maurienne et le Mont-Cenis, le parallélisme des deux états se poursuivait, comme s'aiguisait leur concurrence de portier des Alpes. Vers 1035, les seigneurs de Vion ont quitté leur domaine d'origine et un simple châtelain a gouverné le territoire en leur nom. Cette absence des propriétaires du fief a permis aux seigneurs voisins d'empiéter régulièrement sur le territoire de celui-ci et cela a entraîné de nombreux litiges, obligeant les comtes à revenir sur place pour les trancher. L'installation en Grésivaudan (l'ancien Pagus Gratianopolitanus) fut donc le premier objectif. Le principal obstacle restait les évêques de Grenoble, notamment Saint-Hugues, titulaire du siège de 1080 à 1132. La rivalité fut longue, le succès longtemps incertain et bien des étapes en restent obscures, On sait juste que sur un acte du 27 avril 1050, Guigues figure avec le titre de « prince de la région du Grésivaudan » (il obtint ce titre certainement grâce à l'aide de son cousin, l'évêque Mallen). Toujours est-il que Guigues III d'Albon (premier personnage à porter le titre de comte d’Albon dès son avènement en 1079), signa en 1116 avec Saint Hugues en accord qui stipulait, c'est vrai, un partage d'autorité sur la ville de Grenoble, mais la souveraineté du comte d'Albon fut reconnue sur le Grésivaudan, qui doit s'entendre au sens large, c'est-à-dire non seulement l'actuel Isère moyen, mais aussi les passages qui tendent vers le Briançonnais. Au XIIe siècle, après 1142, les comtes d'Albon prirent le titre de dauphins de Viennois et le comté d'Albon prit de nom de Dauphiné de Viennois.

#### Viennois savoyard
Gênés par l'Église dans les deux principales cités du comté d'Albon-Viennois (futur Dauphiné de Viennois), Vienne et Grenoble, la famille des Guigues doit aussi prendre garde à une autre dynastie, celle de Savoie qui conduit aussi un projet expansionniste (sur le versant oriental des Alpes). Plus habile, sans doute, peut-être plus énergique, mais aidée en cela par des origines un peu plus prestigieuses que celles des comtes d'Albon, la lignée des savoyards réussira à bâtir un État plus viable que le Dauphiné de Viennois. Possédant des biens dès le début du XIe siècle en Maurienne, Bugey et Savoie, se nommant comtes dès 1003, c'est surtout par le mariage, au milieu du XIe siècle d'Othon Ier avec la princesse Adélaïde de Suse, que les comtes de Savoie augmentent considérablement leur puissance. Cette union leur ouvre la porte du Piémont et du Val de Suse. Considérée par beaucoup d'historiens comme la dynastie rivale de la famille des Guigues dès le XIe siècle, ces savoyards ne possèdent pourtant pas à cette date, en Viennois, des biens aussi considérables que l'on a bien voulu l'écrire et ce ne sera que plus tard, essentiellement au XIIIe siècle, que, dans une stratégie d'ouverture vers la vallée du Rhône, ils acquerront un nombre important de châteaux et de seigneuries qui, de Vienne jusqu'au Rhône et au Guiers formeront une enclave géante pour les dauphins. Si dès le début du XIe siècle Humbert Ier possède des propriétés, le château de Bocsozel et Chatonnay, ce sont très certainement des biens patrimoniaux d'origine privée et non pas dû à la pseudo-inféodation du Viennois à Humbert Ier,. En d'autres termes, la présence et l’action des savoyards en Viennois est très limitée aux XIe et XIIe siècles. Le nord-Viennois étant occupé par une série de seigneuries féodales d’assez petite taille, ne reconnaissant aucun suzerain. Cependant un à un ils vont se faire vassaliser par les savoyards, ainsi les possessions du comte de Savoie forment en Viennois une longue bande s'étendant de la banlieue de Vienne et de Lyon jusqu'aux portes de Grenoble. Le traité de Paris règle le conflit delphino-savoyard par un échange de territoires. Les Dauphinois cèdent le Faucigny et leurs terres au nord du Rhône ; en échange, les Savoyards cèdent leurs terres du sud du Rhône, comprenant leur bailliage de Viennois et une partie du bailliage de Novalaise, qui disparaissent. Pour les savoyards, c’est l’abandon d’une région riche mais dont tous les revenus passaient entièrement dans sa défense. Hors quelques droits mal cernés, la domination savoyarde aura de peu dépassé un siècle en Viennois.
Le premier château attesté dans la région est celui de Bocsozel, documenté avant l’an mil. Jusqu’en 1050, il reste le seul, puis les châteaux se multiplient, à la faveur de l’émiettement du pouvoir. En 1329, on compte les châtellenies suivantes dans le Viennois Savoyard : Châbons, La Côte-Saint-André, Bocsozel, Saint-Jean-de-Bournay, Septème, Saint-Georges-d'Espéranche (siège du bailliage de Viennois), Fallavier et la Vulpillère, Saint-Symphorien, Alzieu et Jonage,. Les communautés se structurent assez tardivement et relativement moins que dans les terres dauphinoises voisines. Les premiers affranchissements datent de Philippe : Saint-Symphorien-sur-Ozon, Saint-Georges-d’Espéranche, Chatonnay et la Côte-Saint-André. Après 1285, on compte Saint-Jean-de-Bournay, Septème, Roche, Heyrieux et Saint-Pierre-de-Chandieu. Une présence juive est attestée de manière durable à Saint-Symphorien, de manière plus fugace à Saint-Georges-d’Espéranche, Saint-Jean-de-Bournay et La Côte-Saint-André. À cela s'ajoutent les châteaux de la partie iséroise du bailliage de Novalaise, c'est-à-dire, sur la rive gauche du Rhône et de Guiers, comprenant la châtellenie de Voiron.

#### Archiprêtré de Viennois
L'archiprêtré de Viennois correspond, d'une part à la partie du Viennois se trouvant au sein du diocèse de Grenoble et d'autre part à la partie grésivaudoise se trouvant sur la rive droite de l'Isère. Il est créé dès le XIe siècle et perdura jusqu'à la Révolution française. Ainsi, le diocèse de Grenoble est divisé en 3 archiprêtrés, l'archiprêtré de Grenoble, d'Outre-Drac et de Viennois. L'archiprêtré de Viennois, lui est composé de 8 archiprêtrés ruraux : Chartreuse, Crolles, La Buissière, Maylan, Tullins, Vinay, Voiron et Voreppe.

#### Bailliages de Viennois-La Tour et de Viennois-Valentinois
C'est sous le règne de Jean II de Viennois, que le Dauphiné de Viennois est divisé en sept bailliages (Grésivaudan, Viennois-La Tour, Viennois-Valentinois, Embrunais, Gapençais, Briançonnais, Baronnies), soit un peu moins d'un demi-siècle après les savoyards. À la tête de chaque bailliage, il y a un bailli ou un vis-bailli - fonctionnaire à la fois civil et militaire - chargé de l'administration de son district ainsi que de la surveillance des châtelains, tout cela sous l'autorité immédiate du gouverneur qui est le seul représentant permanent du Dauphin. Le Viennois est alors divisé en deux bailliages, celui de Viennois-Valentinois qui deviendra plus tard le bailliage de Saint-Marcellin puis celui de Viennois-La Tour qui deviendra, quant à lui, le bailliage de Vienne. Saint-Marcellin, déjà érigé en commune, est choisi comme chef-lieu de bailliage, celui de Viennois-Valentinois. Or, en 1344, Humbert II, après l'échange avec le pape de Visan contre la ville de Romans, a fixé dans cette dernière ville la Cour et juridiction du Bas-Viennois, séant jusqu'ici à Saint-Marcellin ce qui entraîna une rude bataille entre Romans et Saint-Marcellin pour avoir le chef-lieu de bailliage. Le siège est finalement retourné à Saint-Marcellin quelques années plus tard et même confirmé par le chapitre du bailliage en 1411. En ce qui concerne le bailliage de Viennois-La Tour, le bailliage est en grande partie composé des Terres de La Tour dont le siège est à Bourgoin.

### Temps modernes

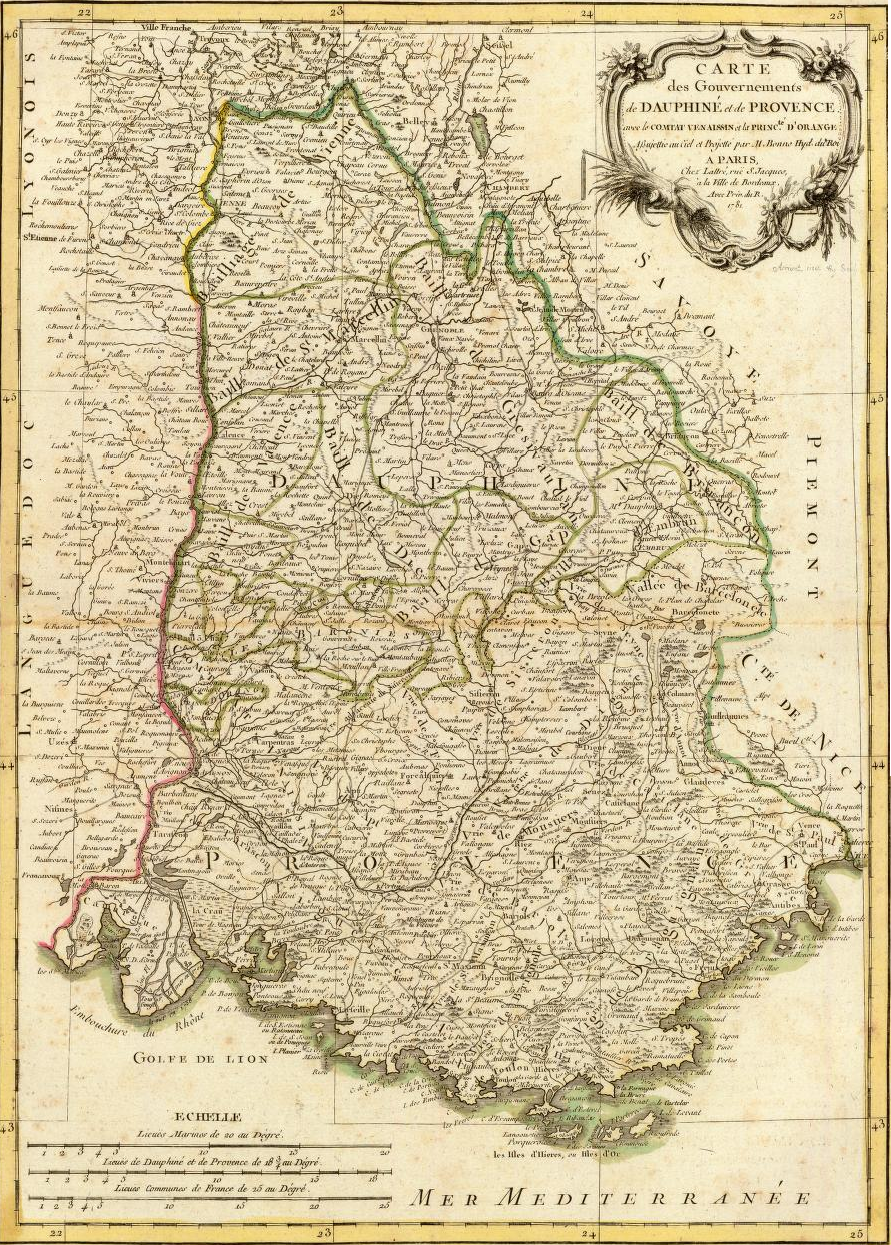
Les différents bailliages du Dauphiné sous l'ancien régime.

#### Bailliage de Viennois
Le Dauphin Louis XI, par une ordonnance de juillet 1447, redécoupe le territoire dauphinois en créant en 3 nouvelles circonscriptions, soit 2 grands bailliages, celui de Viennois et celui des Montagnes ainsi qu'une sénéchaussée, celle du Valentinois. Cette nouvelle organisation territoriale réduit la distance séparant les justiciables de l'autorité centrale. En ce qui attrait au bailliage de Viennois, celui-ci comporte trois sièges, un à Grenoble, un à Bourgoin et un dernier à Saint-Marcellin (correspondant aux anciens bailliages de Grésivaudan, de Viennois-La Tour et de Viennois-Valentinois). Les bailliages formant le grand bailliage de Viennois apparaîtront jusqu'à la Révolution avec de nouveaux noms. Le bailliage de Viennois-La Tour devient celui de Vienne et le bailliage de Viennois-Valentinois devient celui de Saint-Marcellin. Seul le bailliage de Grésivaudan dont le siège est à Grenoble conserve le même nom (avant et après la réforme de Louis XI).

#### Diocèses de Vienne pendant la Révolution
Le diocèse de Vienne compte, à la veille de la Révolution, 409 paroisses avec 35 églises annexes, répartit sur les 20 archiprêtrés du diocèse (Beauvoir-de-Marc, Artas, Communay, Beaurepaire, Saint-Vallier, Moras, Roussillon, Romans, Saint-Marcellin, Bressieux, La Côte Saint-André, Virieu, La Tour-du-Pin, Bourgoin, Crémieu, Saint-Geoire-en-Valdaine, Annonay, Condrieu, Saint-Félicien et Bourg-Argental). Le chanoine Lanfrey écrit, à ce propos :

« On comptait 91 vicaires résidant auprès des curés et 14 vicaires auxiliaires auprès des curés infirmes. Il existait, en outre, 7 chapitres de prêtres séculiers avec 184 chanoines et 21 prêtres habitués ; 3 chapitres de réguliers avec 17 religieux ; 27 prieurés simples en commande ; 14 prieurés de Saint-Ruf et 3 sociétés de prêtres comprenant 10 membres en tout... »

Cependant le diocèse et archidiocèse de Vienne est supprimé par la Constitution civile du clergé en 1790 et n'est pas rétabli à la suite du Concordat de 1801. Voici ce qu'a dit un chanoine du diocèse :

« La Révolution n'a pas tenu compte des 18 siècles de tradition et quand en 1817, un nouveau Concordat, resté en partie lettre morte, reconstitua l'ancien archidiocèse, cet essai de réparation échoua par le mauvais vouloir d'hommes peu soucieux d'un passé glorieux... Le titre d'« archevêque de Vienne » ne pouvant être uni à un titre inférieur, ce n'est pas à Grenoble, mais à Lyon qu'en fut confiée la garde… »

.

### Époque contemporaine

#### Districts de Vienne, Saint-Marcellin, La Tour-du-Pin, Romans, Grenoble et Valence

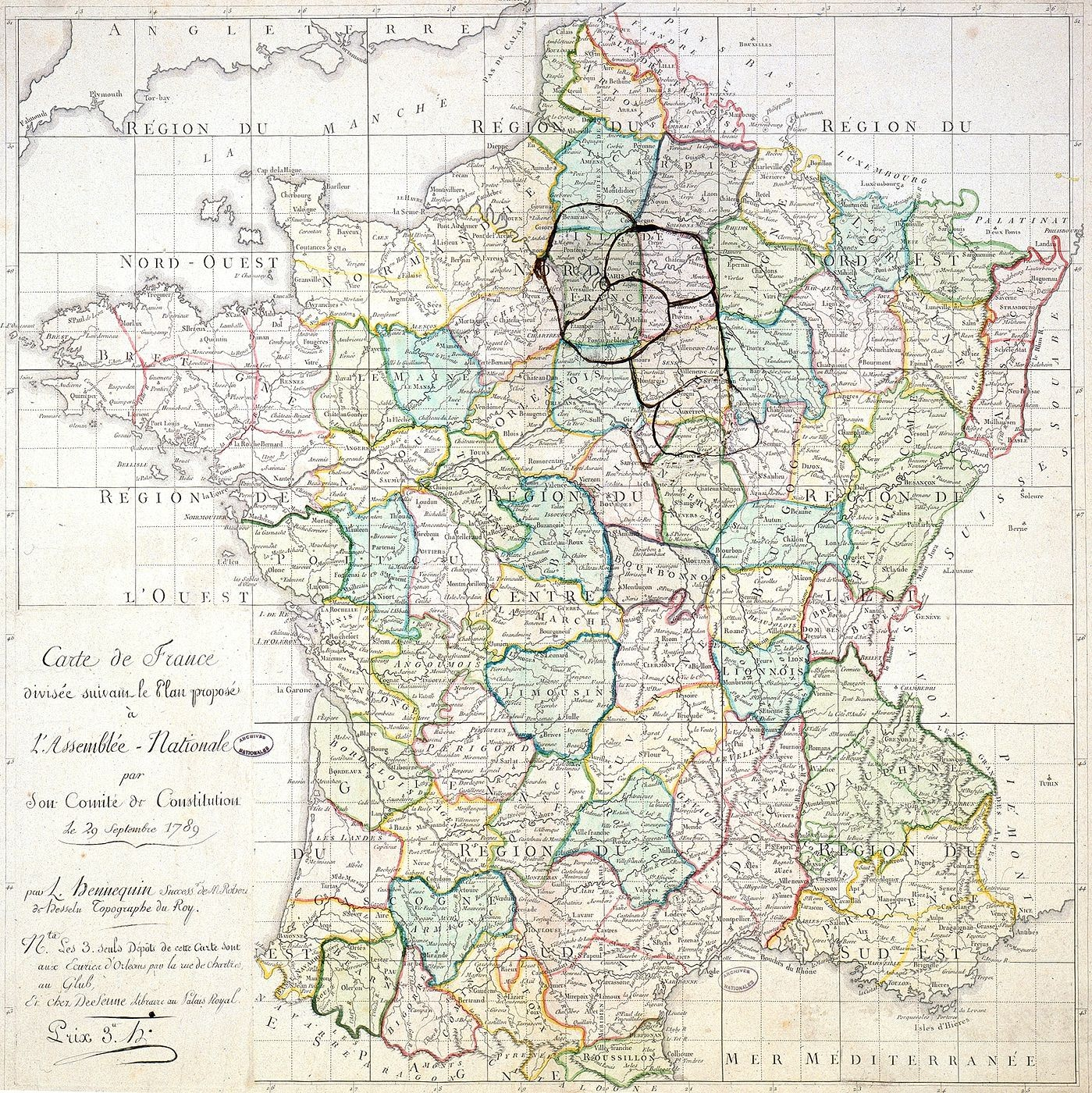
Sur cette « carte de France divisée suivant le plan proposé à l'Assemblée nationale par son comité de constitution le 29 septembre 1789 », les députés viennois avaient dans un premier temps obtenu gain de cause. Un département pour Vienne avait été tracé au nord de l'ancien Dauphiné.

Dans la réorganisation administrative du territoire français, Vienne s'est d'abord flattée de devenir le chef-lieu d'un département. Dès le 14 novembre 1789, le Comité général de Vienne adressait à l'Assemblée constituante un mémoire, où il exposait ses vues et ses désirs. Si le Dauphiné est partagé en trois départements, Grenoble, Vienne et Valence, ses trois villes principales, en seront naturellement les chefs-lieux.

« Grenoble formerait donc le chef-lieu d'un département qui comprendrait le Haut-Dauphiné, le ressort actuel de son bailliage et une partie de Saint-Marcellin. Vienne en formerait un second, qui comprendrait le ressort actuel de son bailliage et une partie du bailliage de Saint-Marcellin jusqu'à l'Isère. Valence formerait le troisième, qui comprendrait tout le reste du Bas-Dauphiné jusqu'aux frontières de la Provence. Une division à peu près exacte exigerait que chaque département eût environ quatre cent trente paroisses. »

Les arguments qui militent en faveur de Vienne sont son antiquité et la grandeur de son rôle historique : capitale des Allobroges, elle est devenue, après la conquête des Gaules, cité romaine et ville sénatoriale. Plus tard, au temps des rois de Bourgogne, elle a été reprise la capitale de ses États, et enfin ville impériale. Son siège archiépiscopal est le plus ancien des Gaules. Le 20 décembre 1789, le Comité général prie MM. de Saint-Albin et Chabroud, députés du bailliage de Vienne à l'Assemblée nationale, d'appuyer son mémoire auprès du comité de Constitution. Il ajoute toutefois :

« Dans le cas où il serait décidé qu'il n'y aurait qu'un ou deux départements en Dauphiné et que de cette manière Vienne et son ressort fût enclavé dans le département de Grenoble, son vœu le plus cher et dont elle ne se départira qu'à regret est d'être réunie au département de Lyon, comme le lieu où elle a les plus grandes facilités de correspondre et les plus fortes raisons de se lier par rapport à son commerce. »

Vains espoirs. Le décret du 3 février 1790, qui divisait le Dauphiné en trois départements, englobait Vienne dans celui du Dauphiné-nord, à qui bientôt le nom de département de l'Isère. Il était composé de quatre districts : Grenoble, Vienne, Saint-Marcellin et la Tour-du-Pin. Ainsi, le Viennois se retrouve séparé entre les districts de Vienne, de Saint-Marcellin, de La Tour-du-Pin, de Romans, de Grenoble et de Valence.

#### Arrondissements de Vienne, Saint-Marcellin, La Tour-du-Pin, Grenoble et Valence
Puis avec la création des arrondissements, en 1800, le Viennois se retrouve séparé entre les arrondissements de Vienne, de Saint-Marcellin, de Grenoble et de Valence. Jusqu'à aujourd’hui plusieurs modifications territoriales en défaveur de l'arrondissement de Vienne sont survenus. Tout d'abord, le 24 mars 1852, Napoléon III proclama le rattachement de quatre communes de l’Isère au département du Rhône : Vénissieux, Bron, Vaulx-en-Velin et Villeurbanne. Ensuite en 1967, 23 communes sont rattachées au département du Rhône. Pour finir en 1971, Colombier-Saugnieu rejoint le département du Rhône.